# Tombac

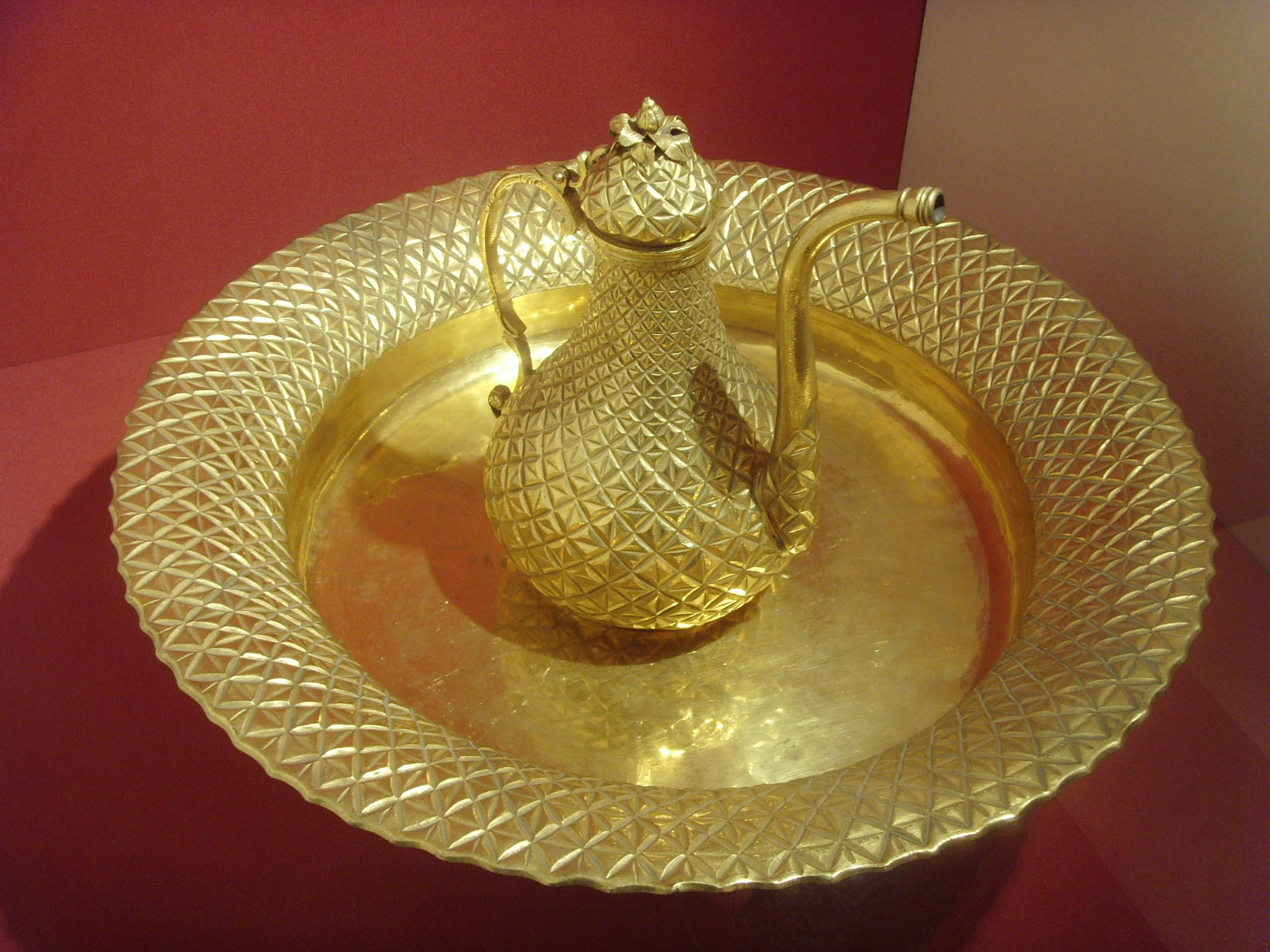
Aguamanil y plato de tombac, producidos en el Imperio otomano, actualmente en el Museo de Arte Turco e Islámico.

El Tombac es una aleación de cobre y zinc, similar al latón. Esta aleación es utilizada por Rusia para acuñar medallas y algunas monedas de rublo ruso con apariencia similar al bronce. Durante la Segunda Guerra Mundial, la misma aleación se utilizó, en 1942 para la acuñación de monedas canadienses de cinco centavos.
El término "Tombac" proviene del malayo "tĕmbaga", que significa cobre.

## Composición y usos
El Tombac se forma a partir de una aleación de cobre (84 - 90%) y zinc (10 - 16%) - La adición de arsénico produce el Tombac Blanco. También se utiliza en la fabricación de proyectiles en Barnaul Machine Tool-Plant Zavod, en la Federación Rusa. A veces los casquillos de los proyectiles son producideos en acero y luego se los baña con Tombac para producir un proyectil bimetálico, dándole una apariencia simple, pero añadiéndole la fuerza del acero. También se usa esta aleación para crear joyería barata.